# مارجي آدم
مارجي آدم (بالإنجليزية: Margie Adam)‏ (1947)، هي موسيقية وملحنة أمريكية. وتُعتبر من رواد الحركة الموسيقية للمرأة.[وفقًا لِمَن؟]

## الطفولة والتعليم
وُلدت مارجي آدم سنة 1947 في لومبوك، كاليفورنيا. والدها يعمل كناشر، ويلحن الموسيقى من الحين إلى الآخر، ووالدتها عازفة بيانو كلاسيكية. بدأت آدم العزف على البيانو منذ أن كانت طفلة. تخرجت مارجي آدم من جامعة كاليفورنيا، بركلي سنة 1971.

## مشوارها
أصدرت أول ألبوم لها بإسمها مارجي آدم، الذي يتضمن أغنية سنذهب هناك (بالإنجليزية: We Shall Go Forth)‏ التي أصبحت نشيدا للحركة النسوية المثلية وأصبحت الآن جزء من محفوظات التاريخ السياسي في متحف سميثسونيان. سنة 1978، أصبحت آدم مشاركة في معهد المرأة لحرية الصحافة، وهو منظمة غير ربحية للنشر، تعمل على مضاعفة التواصل بين المرأة والجمهور. أدت آدم عدة حفلات وجمع التبرعات للمنظمات النسائية في الثمانينيات.
لحنت آدم أغنية أفضل صديق المؤدية من طرف بيتر، بول وماري. من 1975 إلى 1984، عملت آدم مع المدير والمنتج الموسيقي باربارا برايس. بعد خضوعها «لإجازة جذرية» منذ 1984، عادت آدم لتلحين الأغاني سنة 1991. وشاركت في جولة جولة سنة 1992 لدعم ألبومها الجديد مكان آخر.